# Howard S. Merritt
Howard Sutermeister Merritt (* 12. Juni 1915; † 25. Juni 2007) war ein US-amerikanischer Kunsthistoriker und Kunstsammler.

## Leben
Merritt erhielt einen Bachelortitel vom Oberlin College und 1942 einen Master of Fine Arts an der Princeton University. Von 1942 bis 1945 diente er in der United States Army. Danach kehrte er nach Princeton zurück, wo er von 1945 bis 1946 an seinem Ph.D. arbeitete. Doch 1946, vor der Fertigstellung seiner Dissertation, nahm er eine Assistenzstelle an der University of Rochester an.
Noch vor seiner Zeit an der University of Rochester spezialisierte er sich auf die Geschichte der italienischen Malerei des frühen 16. Jahrhunderts. Sein Interesse erweiterte sich um die US-amerikanische Landschaftsmalerei des 19. Jahrhunderts, speziell um die Kunst der Hudson River School und deren Gründer, Thomas Cole. 1958 stellte er sein Ph.D. an der Princeton University fertig und wurde Assistenzprofessor. 1963 wurde er dort zum ordentlichen Professor ernannt; 1976 ging er in Rente.
Merritts Interesse an seltenen Büchern und Drucken führte ihn dazu, zusammen mit seiner Frau, zu einem bekannten Sammler und Händler von Antiquitäten zu werden.